# توم بيك
توم بيك (بالألمانية: Tom Beck)‏ (و. 1978 – م) هو ممثل، وعازف بيانو، من ألمانيا، ولد في نورنبرغ.

## وصلات خارجية
- توم بيك على موقع IMDb (الإنجليزية)
- توم بيك على موقع روتن توميتوز (الإنجليزية)
- توم بيك على موقع ألو سيني (الفرنسية)
- توم بيك على موقع ميوزك برينز (الإنجليزية)
- توم بيك على موقع ديسكوغز (الإنجليزية)
- توم بيك على موقع قاعدة بيانات الفيلم (الإنجليزية)
- توم بيك على موقع كينوبويسك (الروسية)